# Despacito
«Despacito» (ісп. вимова: [деспа'сіто]; укр. «Неквапливо») — сингл пуерториканського поп-співака Луїса Фонсі за участі пуерториканського репера Дедді Янкі з майбутнього студійного альбому Фонсі. 13 січня 2017 року лейбл Universal Music Latin Entertainment випустив «Despacito» і музичне відео на пісню, яке зняте в Ла Перлі, околиці Старого Сан-Хуана, що в Пуерто-Рико і місцевому барі La Factoría. Пісню написали були Луїс Фонсі і Еріка Ендер за участі Дедді Янкі, а спродюсовали її Андрес Торрес і Маурісіо Ренгіфо.
Пісня в жанрі реггетон-поп написана в музичному розмірі ціла нота і розповідає про сексуальні стосунки та виконується розважено і романтично. Пісня очолила чарти 37 країн і увійшла до першої десятки хіт-парадів 12 країн, що робить її найуспішнішим синглом Фонсі і Дадді Янкі. Вона стала першою піснею іспанською мовою, що очолила чарт Billboard Hot 100, після пісні «Macarena» 1996 року. Офіційне відео «Despacito» на YouTube 20 квітня 2017 року, всього за 97 днів, сягнуло позначки у 2 мільярди переглядів, ставши другим за швидкістю переглядів відео на YouTube, поступившись лише кліпу Адель «Hello».
Декілька реміксів пісні було записано вже після успіху синглу. 17 березня 2017 року сольну поп версію і версію-сальсу видано за участю пуерториканського музиканта Віктора Мануелла. 17 квітня 2017 року вийшов ремікс за участю канадського співака Джастіна Бібера; ця версія допомогла поліпшити показники в чартах різних країн, зокрема, в англомовному світі. 5 травня 2017 року видано електронну версію за участі американського тріо Major Lazer і колумбійського DJ MOSKA, та урбан-версію за участі Sky.
4 серпня 2017 року відео на пісню Despacito стало найпопулярнішим на Youtube за кількістю переглядів, а 5 серпня кількість переглядів сягнула 3 млрд.
У грудні 2019 року відеохостинг YouTube назвав кліп найпопулярнішим за останнє десятиріччя. Загальна кількість переглядів в YouTube сягає понад 8,3 млрд

## Текст і переклад

### Медіа
- Відео: Луїс Фонсі-Неквапливо/Luis Fonsi-Despacito, переклад субтитрами Олекси Кириченка

## Створення і композиція

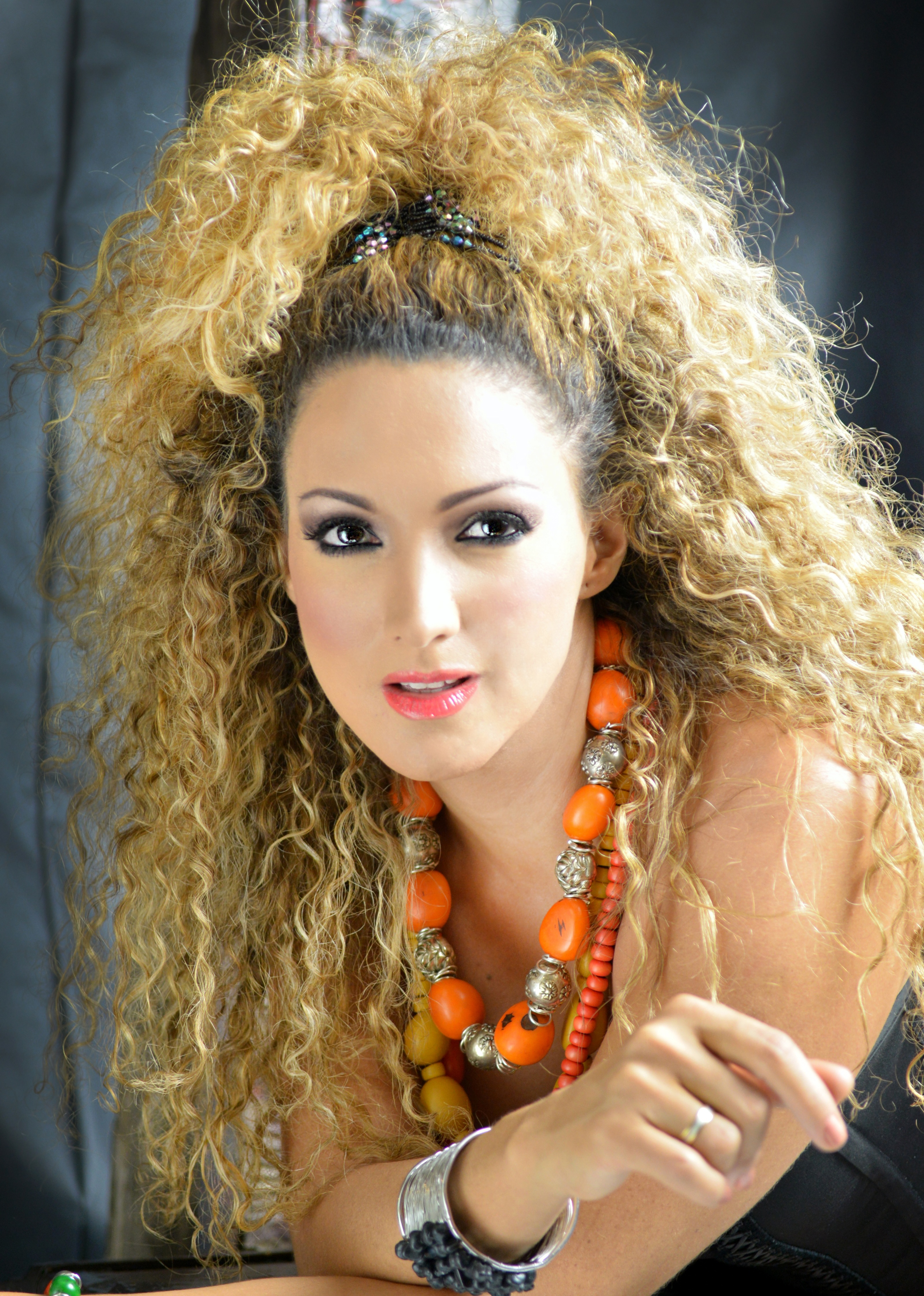
Панамська співачка і автор пісень Еріка Ендер (на фото) написала пісню «Despacito» у співавторстві з Фонсі.

Після двох років творчої перерви у випуску нової музики, Луїс Фонсі (Луїс Альфонсо Родрігес Лопес-Кеперо) хотів створити «кумедний трек, з відчутною латиноамериканською мелодією, який й би мені було дуже комфортно співати і що змушував би людей просто танцювати». За словами Еріки Ендер, текст пісні народилися наприкінці 2015 року в будинку Фонсі після того, як він висловив бажання записати «ритмічну пісню» для свого нового альбому. Фонсі показав приспів, який він написав із Ендер, своєму другу і переможцю Латиноамериканського Ґреммі 2016 як автор пісень, і потім вони разом дописали пісню. Вона міркувала, що через чуттєвий характер пісні, вони «мали нести відповідальність за хороший текст» і сказала, що її підхід до написання для Фонсі передбачав те що вона хотіла «подбати про те, щоб сказавши дещо — зробити це зі смаком». Фонсі спочатку створював «Despacito» як кумбію і поп-пісню з текстами, написаними як балада, але почав розглядати питання про надання треку «урбан-включень» і зв'язався з реггетон-виконавцем Дедді Янкі (Рамон Луїс Айала Родрігес), який погодився співпрацювати над пісню після того як Фонсі дав йому послухати демо-запис. До спільної роботи над «Despacito», Фонсі і Дедді Янкі працювали разом над піснею «Una Oportunidad», що вийшла для цифрового завантаження у 2010 році. Дедді Янкі написав свої слова пісні і лінію пост-приспіву «Pasito a pasito, suave, suavecito / Nos vamos pegando poquito a poquito». Вони записали пісню в Маямі в 2016 році. Пісня була спродюсована Маурісіо Ренгіфо і Андресом Торресом; останній раніше працював з Давідом Бісбалем і Рікі Мартіном.
«Despacito» є піснею в жанрі реггетон-поп, що написана в музичному розмірі ціла нота (4/4) і в тональності сі мінор з темпом 89 ударів за хвилину і в прогресії акордів Bm—G—D—A. Пісня оповідає про сексуальні стосунки та виконується розважено і романтично, за рахунок інтенсивного використання алегорій. У пісні використані, зокрема, наступні сексуальні алегорії: «Я хочу побачити як танцює твоє волосся», «Дозволь мені перейти твої небезпечні зони / Щоб ти забула своє ім'я» і «Я хочу роздягати тебе повільно поцілунками / Розписати стіни твого лабіринту».
Фонсі заявив, що він зробив «Despacito» танцювальною піснею, тому що «Латиноамериканці, як відомо, щасливі люди», і що він відчуває потребу у щасливій музиці. Він додав, що «урбан-почуття» в ритмі пісні це «подих [нас латиноамериканців]» і що це «синонім вечірки». За його словами, «Despacito» дуже мелодійна пісня, що може добре адаптуватися до багатьох інших музичних жанрах.
В інтерв'ю журналу Billboard в березні 2017 року, Фонсі розповів, що він після того як зробив демо-запис «Despacito», він сконцентрувався на інших піснях свого альбому. Після того як трек послухали продюсери, вони і Фонсі вирішили зосередитися на «Despacito» і відкласти роботу над усіма іншими проєктами. Він заявив, що і Дедді Янкі був здивований, почувши остаточну версію пісні, оскільки вона звучала «потужно, свіжо і особливо». Луїс Фонсі сказав, що він не вважає трек реггетоном, але відчуває, що «у нього є енергія реггетону і тонкий урбан-ритм». В інтерв'ю журналу Billboard в квітні 2017 року, Еріка Ендер заявила, що трек «зробив особливий зв'язок» і що співпраця з Дедді Янкі була «чудовою ідеєю». На початку Billboard Latin Music Conference 2017, пуерториканський співак Нікі Джем розповів, що оригінальна версія «Despacito» мала бути записана за його участі, а не з Дедді Янкі.

## Випуск і відгуки
«Despacito» вийшла для цифрового завантаження 13 січня 2017 року лейблом Universal Music Latin. Трек також вийшов фізично 30 квітня 2017 року у Європі у форматі 2-трекового синглу, в який увійшла оригінальна і поп-версії. Деякі музичні видання припустили, що успіх синглу відбувся під впливом тенденції поєднання латиноамериканської поп-музики і урбан-музики після виходу синглів Нікі Джема, Талії, Енріке Іглесіаса, Карлоса Вівеса, Рікі Мартіна і Шакіри. Фонсі розглядав тенденцію виникнення «нової поп-музики», і Ендер сказав, що «кожен робить це шляхом поєднання».
Доріс Айрізаррі з AXS оцінив поєднання «латинських чуттєвих ритмів» і урбан-музики, назвавши його «владним». Себастіан Вернк-Шмізінг з електронного журналу Dance-Charts заявив, що «проста ціла нота 4/4, звуки іспанської гітари, чіткий бас і відмінні вокальні партії Луїса Фонсі і Рамона Луїса Айала Родрігеса, відомого як Дедді Янкі, було досить, щоб з самого початку отримати сингл-хіт». Він додав, що «„Despacito“ володіє чарами, необхідними для досягнення миру», і що вона «працює як на танцполах, так і на радіо». Бадді Аян з The Music Universe схарактеризував трек як «інфекційну мелодію» і сказав що музичне відео на пісню стало дуже популярним, тому що це «велика музика у виконанні двох найбільших зірок латиноамериканського музичного шоу-бізнесу». Дайана Марті з E! News зазначила, що «майже неможливо не танцювати [під цю пісню]». Керолайн Соріано з журналу Enstars описав ритм пісні, як «дуже сексуальний і яскравий» і назвав текст пісні «чарівним». Бріттані Спанос з журналу Rolling Stone схарактеризував трек як заманливий, сексуальний і яскравий.

### Нагороди
«Despacito» номіновано в двох категоріях 14-ї церемонії нагородження премії Annual Youth Awards.
| Рік  | Церемонія        | Категорія                | Результат    | Прим.  |
| ---- | ---------------- | ------------------------ | ------------ | ------ |
| 2017 | Premios Juventud | Ідеальне поєднання       | В очікуванні | [ 31 ] |
| 2017 | Premios Juventud | Найкраща пісня для співу | В очікуванні | [ 31 ] |

## Позиції в чартах
У Сполучених Штатах сингл дебютував на другій сходинці чарту Hot Latin Songs, будучи найуспішнішою піснею Фонсі в цьому чарті з червня 2009 року, коли «Aquí Estoy Yo» очолила хіт-парад. «Despacito» також став першим синглом Фонсі, що посів першу сходинку чарту US Latin Digital Songs з 11,000 проданих за тиждень копій, станом на 19 січня 2017 року. Для Дедді Янкі це був найкращий дебют за весь час в чарті Hot Latin Songs, будучи 48-м хітом його кар'єри. Трек також дебютував під 3 номером в чарті US Latin Streaming Songs, нараховуючи 2,7 млн стримінгів, а 7,4 мільйони аудіовідтворень дозволили йому посісти 19 позицію в чарті US Latin Airplay. Згодом він дебютував на 88 сходинці чарту США Billboard Hot 100, ставши третім синглом Фонсі в цьому чарті і сьомим для Янкі. «Despacito» очолив американський чарт Hot Latin Songs 18 лютого 2017 року і залишався там протягом 16 тижнів поспіль до 3 червня 2017 року.
За кілька тижнів після випуску ремікса пісні за участю Джастіна Бібера, 27 травня 2017 року сингл посів першу сходинку чарту Hot 100, ставши першим синглом Фонсі і Янкі, та п'ятим Бібера, що очолив цей хіт-парад. Станом на 5 червня, він очолює чарт протягом чотирьох тижнів поспіль. Він також став першим синглом, текст якого був переважно іспанською мовою, що очолив загальножанровий чарт США Digital Songs після продажу 86 000 копій за тиждень 13 травня 2017. «Despacito» було сертифіковано 34 рази як платиновий сингл (Latin) Американською асоціацією компаній звукозапису (RIAA) 19 травня 2017 року, з продажем у понад 2 040 000 копій та потоково-еквівалентних одиниць в Сполучених Штатах.
За межами США, пісня очолила чарти Аргентини, Австралії, Австрії, Болгарії, Канади, Чилі, Колумбії, Хорватії, Чехії, Данії, Еквадору, Фінляндії, Німеччини, Греції, Гватемали, Угорщини, Ірландії, Італії, Люксембургу, Мексики, Нідерландів, Нової Зеландії, Норвегії, Панами, Парагваю, Перу, Португалії, Шотландії, Словенії, Іспанії, Швеції, Швейцарії, Великої Британії, Уругваю і Венесуели. Вона також стала найвідтворюванішою піснею на радіо Латинської Америки в лютому 2017 року, з 59,359 відтворюваннями в десяти країнах Monitor Latino. Сингли побив рекорд за найбільшим одночасним перебуванням на першій сходинці чартів Monitor Latino, очолюючи одночасно 11 з них станом на 2 квітня 2017.
В Європі пісня була сертифікована як золота Британською асоціацією виробників фонограм (BPI) і Датською Міжнародною федерацією виробників фонограм (IFPI) і як платинова Бельгійською асоціацією розважальної галузі (BEA), Французькою національною профспілкою виробників фонограм (SNEP) і Швейцарською IFPI, як 5×платинова Італійською асоціацією компаній звукозапису та як 7×платинова Музичним виробництвом в Іспанії (PROMUSICAE). У Латинській Америці, «Despacito» сертифікований як діамантовий+3×платиновий Мексиканською асоціацією виробників фонограм і відеограм (AMPROFON), з продажем у більш ніж 480.000 одиниць станом на травень 2017 року. В Океанії ремікс за участю Джастіна Бібера був сертифікований як золотий Новозеландською асоціацією компаній звукозапису (RMNZ) з продажем у понад 15.000 копій.
Успіх пісні і її реміксу зробили Дедді Янкі другим за прослуховуванням артистом в усьому світі на потоковому сервісі Spotify в травні 2017 року.

## Музичне відео
Музичне відео вийшло одночасно із синглом 13 січня 2017 року, і його переглянули 5,14 мільйони разів впродовж 24 годин після публікації, побивши попередній рекорд на Vevo кліпу на іспаномовну пісню «Bobo» у виконанні J Balvin. Кліп був знятий в грудні 2016 року в Ла Перлі поблизу та в популярному місцевому барі La Factoría, на околиці Старого Сан-Хуана, що в Пуерто-Рико і був зрежисований Карлосом Пересом. Раніше режисер працював з Луїсом Фонсі над «Corazón en la Gaveta» (2014), а також з Дедді Янкі над «Gangsta Zone» (2006, у виконанні зі Snoop Dogg), «Descontrol» (2010), «Ven Conmigo» (2011, у виконанні з Принцом Ройсом) і «Moviendo Caderas» (2014, у виконанні з Yandel).
Музичне відео зображає артистів, що виконують пісню в різних частинах острова. У кліпі також знялася Міс Всесвіт 2006 Сулейка Рівера. За словами Луїс Фонсі, музичне відео оспівує латиноамериканську культуру, зазначаючи, що рух, танці і ритм «викарбувані в його кістках». Він також стверджує, що частина успіху пісні припала на теплий прийом фанатів, які були захоплені кращою романтичною баладою Фонсі, сповненою танцювальними гранями. 20 квітня 2017 року кількість переглядів кліпу на YouTube перевищили позначку в один мільярд. Музичне відео наразі[коли?] сімнадцяте за популярністю на YouTube, з більш ніж 1,7 мільярдами переглядів. Це також друге за популярністю музичне відео іспанською мовою на YouTube, популярніше якого лише кліп на пісню «Bailando» Енріке Іглесіаса за участю Дессемера Буено і Gente de Zona.
Станом на 24 червня 2018 року кількість переглядів становить 5 256 039 844 переглядів

## Ремікси і кавер-версії
| |  |  |
| Пуерторикансько-американський співак Віктор Мануелл (ліворуч) записав версію-сальсу з Луїсом Фонсі, і вона вийшла 17 березня 2017. Канадський співак Джастін Бібер (праворуч) в співпраці з Фонсі та Янкі записав ремікс пісні, який вийшов 17 квітня 2017, і який допоміг синглу значно покращити позиції в чартах. |  |  |

Перші два офіційні ремікси «Despacito» вийшли 17 березня 2017 року: соло-поп-версію Фонсі і версію-сальсу за участю пуерториканського музиканта Віктора Мануелла. 17 квітня 2017 року вийшла ремікс-версія за участю канадського співака Джастіна Бібера, який вперше за свою кар'єру записав пісню іспанською мовою. Він підтримує ритм оригінальної версії, але трек розпочинає перекладеним англійською мовою текстом, що в оригіналі виконує Фонсі, в той час як текст Дедді Янкі залишився без змін. Аудіо-відео офіційного реміксу зібрало 18,8 мільйонів переглядів на YouTube впродовж 24 годин після публікації, що робить його найкращим дебютом серед музичних відео 2017 року станом на квітень. 5 травня 2017 року видано ще два ремікси: електронну версію за участі американського тріо Major Lazer і колумбійського DJ MOSKA, та урбан-версію за участі Sky.
В інтерв'ю журналу Billboard в березні 2017 року, Луїс Фонсі розповів, що є кілька реміксів «Despacito», зокрема урбан і клубні версії, зазначивши, що «деякі великі ді-джеї проявили інтерес до треку». Він також додав, що хоче виконати пісню акустично.
Популярність синглу зумовила виникнення численних кавер-версій, створених в різних музичних жанрах андеграундними або незалежними музикантами. Це, зокрема, версія-кумбія мексиканського гурту Grupo Bomba з іспанським гуртом Grupo Arena, інструментальна фортепіано-версія іспанського музиканта Унаї Карама, акустична версія перуанської співачки Maricarmen та іспанського музиканта Германа Баррера, поп-версія мексиканських співачок Віндер і Валерії Гарса, версія-сальса мексиканського співака Kosmic La Ciencia з американською співачкою Montie, і версія-реггетон аргентинського співака Лайонела Ферро з перуанською співачкою Йоганною Вєрою.

### Українські
В Україні кавер-версію пісні українською мовою під назвою «Десь по світу» записали гурт NAVSI100 (у вересні 2017 Павло і Марійка записали свій каверн) і ще пізніше ще одну версію «Десь по світу» записали у Дрогобичі до Дня незалежності України, що стала дуже популярною.
Також з'явилися і пародії. Одні з найвідоміших українських — «Де ж те сито?» і «Де Спасибо».

## Виступи наживо
Дедді Янкі виконав пісню сольно в Мериді, Мексика 3 березня 2017 року, в той час як Фонсі виконав поп-версію на фестивалі L Festival 18 березня 2017 року на стадіоні Pico Rivera Sports Arena в Піко Рівера, Каліфорнія, США. Джастін Бібер виконав реміксову версію в Пуерто-Рико 18 квітня 2017 року під час свого світового концертного туру Purpose World Tour з Луїсом Фонсі, як запрошеним гостем. Луїс Фонсі і Дедді Янкі вперше разом виконали «Despacito» на церемонії вручення музичних нагород Billboard Latin Music Awards 27 квітня 2017 року. Вони також разом виконали пісню у фіналі 12 сезону американського співочого шоу Голос разом з учасником конкурсу Марком Ісайєю 23 травня 2017 року.

## Формати і трек-листи
| - Цифрове завантаження 1. «Despacito» (за участі Дедді Янкі) — 3:47 - Цифрове завантаження (Поп-версія) 1. «Despacito» — 3:48 - Цифрове завантаження (Версія-сальса) 1. «Despacito» (за участі Віктора Мануелла) — 3:25 - Цифрове завантаження (Ремікс) 1. «Despacito» (з Дедді Янкі за участі Джастіна Бібера) — 3:48 - Цифрове завантаження (Major Lazer і MOSKA Ремікс) 1. «Despacito» (з Дедді Янкі за участі Major Lazer і MOSKA) — 3:09 - Цифрове завантаження (Урбан-версія) 1. «Despacito» (з Дедді Янкі) — 3:42 | - CD-сингл 1. «Despacito» (за участі Дедді Янкі) — 3:47 2. «Despacito» (Поп-версія) — 3:48 |

## Авторський склад
Інформацію про авторів отримано із сервісу Tidal.
- Луїс Фонсі — автор пісні, провідний вокал, пуерториканський куатро[en][74]
- Еріка Ендер — автор пісні
- Андрес Торрес — продюсер
- Маурісіо Ренгіфо — продюсер
- Дедді Янкі — провідний вокал, авторські доповнення до пісні[10]

## Чарти
| Чарт (2017)                               | Найвища позиція |
| ----------------------------------------- | --------------- |
| Аргентина (Monitor Latino)                | 1               |
| Австралія (ARIA)                          | 1               |
| Австрія (Ö3 Austria Top 75)               | 1               |
| Бельгія (Ultratop Flanders)               | 1               |
| Бельгія (Ultratop Wallonia)               | 1               |
| Канада (Canadian Hot 100)                 | 1               |
| Чилі (Monitor Latino)                     | 1               |
| Колумбія (National-Report)                | 1               |
| Хорватія (HRT)                            | 1               |
| Чехія (IFPI)                              | 2               |
| Чехія (Singles Digitál Top 100)           | 1               |
| Данія (Tracklisten)                       | 1               |
| Домініканська республіка (Monitor Latino) | 1               |
| Еквадор (Monitor Latino)                  | 1               |
| Європа (Digital Songs) (Billboard)        | 1               |
| Фінляндія (Suomen virallinen lista)       | 1               |
| Франція (SNEP)                            | 1               |
| Німеччина (Official German Charts)        | 1               |
| Греція (Digital Songs) (Billboard)        | 1               |
| Гватемала (Monitor Latino)                | 1               |
| Угорщина (Dance Top 40)                   | 5               |
| Угорщина (Rádiós Top 40)                  | 2               |
| Угорщина (Single Top 40)                  | 2               |
| Угорщина (Stream Top 40)                  | 1               |
| Індія (IFPI)                              | 1               |
| Ірландія (IRMA)                           | 1               |
| Ізраїль (Media Forest)                    | 1               |
| Італія (FIMI)                             | 1               |
| Латвія (Latvijas Top 40)                  | 4               |
| Ліван (Lebanese Top 20)                   | 1               |
| Люксембург (Digital Songs) (Billboard)    | 1               |
| Мексика (AMPROFON)                        | 1               |
| Мексика (Airplay) (Billboard)             | 1               |
| Нідерланди (Dutch Top 40)                 | 1               |
| Нідерланди (Mega Single Top 100)          | 1               |
| Нова Зеландія (Recorded Music NZ)         | 1               |
| Норвегія (VG-lista)                       | 1               |
| Панама (Monitor Latino)                   | 1               |
| Парагвай (Monitor Latino)                 | 1               |
| Перу (Monitor Latino)                     | 1               |
| Польща (Polish Airplay Top 100)           | 2               |
| Португалія (AFP)                          | 1               |
| Румунія (Radio Airplay) (Media Forest)    | 1               |
| Шотландія (Official Charts Company)       | 1               |
| Словаччина (IFPI)                         | 2               |
| Словаччина (Singles Digitál Top 100)      | 1               |
| Словенія (SloTop50)                       | 1               |
| Іспанія (PROMUSICAE)                      | 1               |
| Швеція (Sverigetopplistan)                | 1               |
| Швейцарія (Media Control AG)              | 1               |
| Велика Британія (Official Charts Company) | 1               |
| Україна (Airplay) (Tophit)                | 2               |
| Уругвай(Monitor Latino)                   | 1               |
| США (Billboard Hot 100)                   | 1               |
| США (Hot Latin Songs) (Billboard)         | 1               |
| Венесуела (Record Report)                 | 1               |

| Чарт (2017)                 | Найвища позиція |
| --------------------------- | --------------- |
| Аргентина (CAPIF)           | 1               |
| Венесуела (National-Report) | 1               |

## Сертифікації
| Регіон | Сертифікація           | Продажі   |
| --- | ---------------------- | --------- |
| Аргентина (CAPIF) | 2× Платиновий          | 40,000*   |
| Бельгія (BEA) | Платиновий             | 20,000^   |
| Данія (IFPI Denmark) | Платиновий             | 30,000^   |
| Франція (SNEP) | Діамантовий            | 250,000   |
| Німеччина (BVMI) | Золотий                | 200,000   |
| Італія (FIMI) | 6× Платиновий          | 300 000   |
| Мексика (AMPROFON) |                        | 480,000*  |
| Нова Зеландія (RIANZ) | Золотий                | 15,000    |
| Іспанія (PROMUSICAE) | 7× Платиновий          | 280,000   |
| Швейцарія (IFPI Switzerland) | Платиновий             | 20 000    |
| Велика Британія (BPI) | Платиновий             | 600 000   |
| США (RIAA) | 34× Платиновий (Latin) | 2 040 000 |
| *продажі, що базуються лише на сертифікаціях · ^відвантаження, що базуються лише на сертифікаціях · продажі+прослуховування, що базуються лише на сертифікаціях |                        |           |

## Історія релізів
| Країна | Дата            | Формат                                            | Лейбл                            | Прим.   |
| ------ | --------------- | ------------------------------------------------- | -------------------------------- | ------- |
| США    | 13 січня 2017   | Цифрова дистрибуція                               | Universal Latin                  |         |
| Італія | 3 лютого 2017   | Радіо                                             | Universal Latin                  | [ 145 ] |
| США    | 17 березня 2017 | Цифрова дистрибуція (Поп версія)                  | Universal Latin                  |         |
| США    | 17 березня 2017 | Цифрова дистрибуція (Сальса версія)               | Universal Latin                  |         |
| Європа | 31 березня 2017 | Компакт-диск                                      | Universal Latin                  |         |
| США    | 17 квітня 2017  | Цифрова дистрибуція (Justin Bieber remix)         | Universal Latin Republic Def Jam |         |
| Італія | 21 квітня 2017  | Радіо (Ремікс Джастіна Бібера)                    | Universal Latin Republic Def Jam | [ 146 ] |
| США    | 5 травня 2017   | Цифрова дистрибуція (Major Lazer and MOSKA remix) | Universal Latin                  |         |
| США    | 5 травня 2017   | Цифрова дистрибуція (Urban версія)                | Universal Latin                  |         |

## Виноски
1. 1 2 3 4 5 6 7 8  Комбінована позиція в чарті оригінальної версії та реміксу за участі Джастіна Бібера.